# Сеппа
Сеппа (англ. Seppa), также Сальпа (англ. Salpa) — город в индийском штате Аруначал-Прадеш.
Город расположен на берегу реки Каменг. На местном диалекте Сеппа означает «болотистая земля».
Согласно переписи 2001 года, в Сеппе проживали 14 965 человек; мужчины составляли 53 % населения, женщины — 47 %; 21 % населения было в возрасте до 6 лет; средний уровень грамотности составил 53 % (64 % мужского населения и 41 % женского).

## Демография
По данным переписи населения Индии 2001 года, население Сеппы составляло 14 965 человек; мужчины составляли 53% населения, а женщины — 47%; 21% населения было младше 6 лет.

По данным на 2010 год, в нём проживало 18 044 человека.